# يوليوس قنسطنطيوس
يوليوس قنسطنطيوس (289م - 337م)، هو سياسي روماني من القرن الرابع الميلادي. هو الأخ الغير الشقيق للإمبراطور قسطنطين العظيم وابن الإمبراطور قسطنطيوس كلوروس من زوجته الثانية فلافيا ماكسميانا تيودورا وهو والد الإمبراطور يوليان المرتد. أعطاه قسطنطين لقب باتريشيوس الشرفي. تزوج مرتين وأول زوجاته هي غالا شقيقة القنصلين فولكاشيوس روفينوس ونيراتيوس سيرياليس، وقد أنجبت ولدين وبنت. لم يذكر ابنه الأول لكونه قتل معه في سنة 337، أما ابنه الثاني قنسطانطيوس غالوس فقد حصل على رتبة القيصر من ابن عمه قنسطانطيوس الثاني. إبنته تزوجت من الإمبراطور قنسطانطيوس الثاني، اعتقد أنه كان له ابنة ثانية أصبحت والدة الامبراطورة جوستينا ألتي أصبحت زوجة الإمبراطور فالنتينيان الأول. بعد وفاة زوجته تزوج من امرأة يونانية امراة اسمها باسيلينا ألتي كانت ابنة والي مصر يوليوس يوليانوس. باسيلينا أنجبت ابنه الآخر يوليان المرتد ألذي أصبح الإمبراطور في سنة 360. في سنة 335 أصبح قنصل الامبراطورية. قتل بشكل غامض في سنة 337 ويعتقد أن جاء بأوامر من الإمبراطور قنسطانطيوس.